# Флёри, Клод
Клод (Кла́вдий) Флёри (1640—1723) — историк церкви, член Французской академии.
Сначала был известным адвокатом парижского парламента, потом принял духовный сан; с 1689 г. был наставником детей короля Людовика XIV, затем приором церкви Парижской Богоматери. Во время регентства  был духовником Людовика XV.
Из трудов Флёри особенное значение имеет его «Histoire ecclésiastique» (П., 1719 и сл.), доведенная им до 1414 г. и продолженная Фабром (fr:Jean-Claude Fabre de l'Oratoire). Другие сочинения его: «Histoire du droit français», «Institution au droit ecclésiastique», «Discours sur les libertés de l’Eglise gallicane», «Moeurs Israélites», «Moeurs des chrétiens», «Discours sur la prédication», «Grand catéchisme historique», «Traité du choix et de la méthode des études».